# Marek Jędraszewski
Marek Jędraszewski (Poznań, 1949. február 24. –) lengyel katolikus püspök, korábban Łódźi érsek, 2016-tól krakkói érsek.

## Pályafutása
Érettségi után belépett a poznańi szemiáriumba, filozófiai és teológiai tanulmányokat végzett. 1973. május 24-én szentelték pappá. Ezt követően Wilkanówban és Odolanówban volt káplán, majd 1975-től a Gregoriana Pápai Egyetemen folytatott posztgraduláis tanulmányokat.
1980 és 1987 között a poznańi nagyszeminárium prefektusa volt. Ezt követően tíz éven át az érsekség hetilapjának szerkesztőjeként, majd 1997-től kommunikációs érseki helynökként szolgált. A Krakkói Pápai Teológiai Akadémián folytatott tanulmányai végén 1991-ben filozófiából PhD-fokozatot szerzett.

### Püspöki pályafutása
1997. május 17-én II. János Pál pápa poznańi segédpüspökké nevezte ki; június 29-én szentelték püspökké. 2012-ben XVI. Benedek pápa Łódź érsekévé nevezte ki. Később a lengyel püspöki konferencia elnökhelyettesévé választották. Ferenc pápa 2016. december 8-án nevezte ki krakkói érsekké.

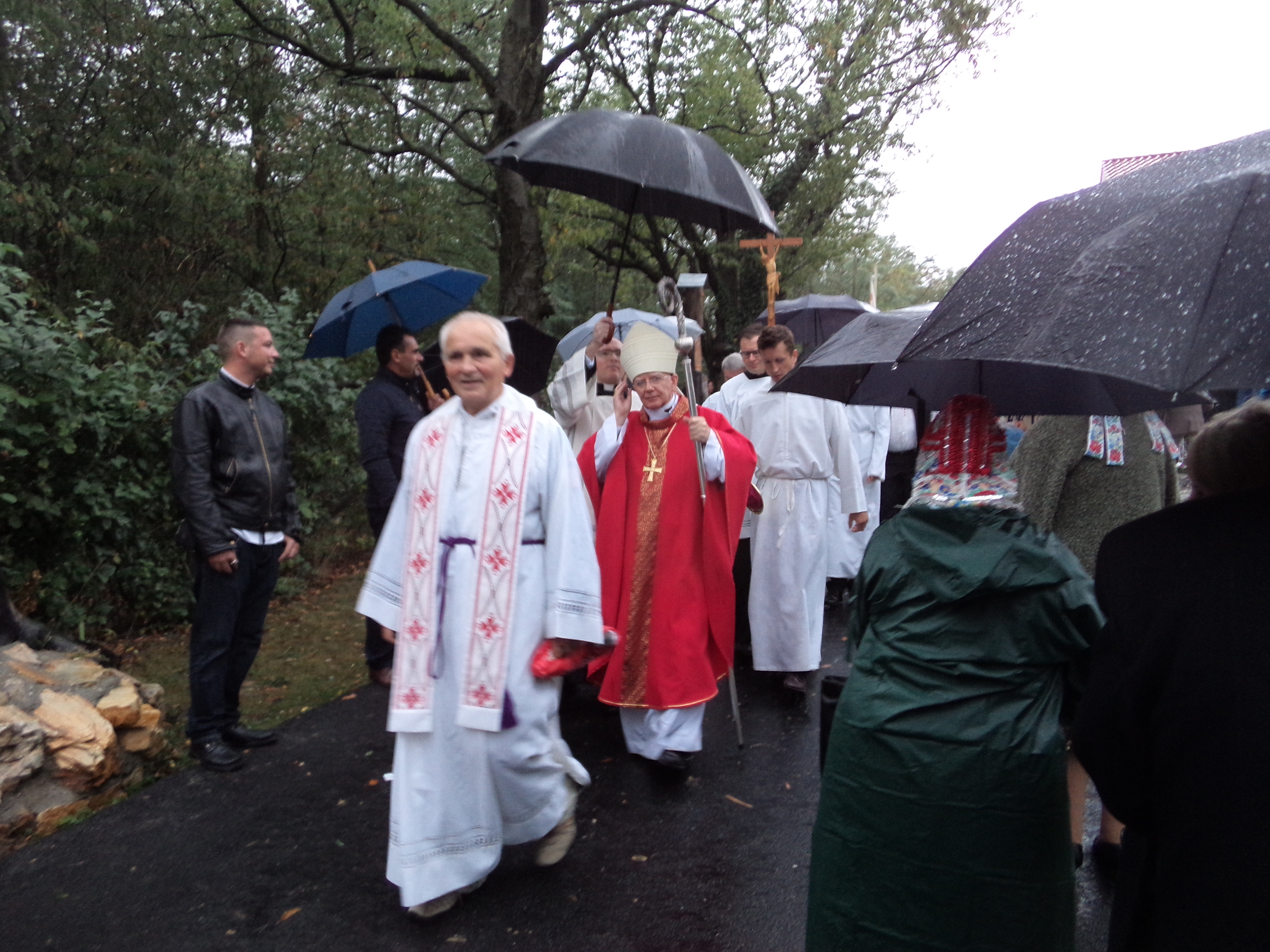
2017-ben Esterházy újratemetésén

2017. szeptember 16-án Alsóbodokon részt vállalt Esterházy János újratemetésén.

## Díjak
- A Rákóczi Szövetség Esterházy-díja, 2018[3]